# جنارو توتینو
جنارو توتینو (زادهٔ ۲۰ اوت ۱۹۹۶) بازیکن فوتبال اهل ایتالیا است که در پست مهاجم برای باشگاه فوتبال سمپدوریا بازی می کند.